# Wolf Rüdiger Fehrs

Wolf Rüdiger Fehrs (2018)

Wolf Rüdiger Fehrs (* 9. September 1966 in Neumünster) ist ein ehemaliger deutscher Politiker der Christlichen Demokratischen Union Deutschlands (CDU). Er war von 2017 bis 2022 Abgeordneter des Schleswig-Holsteinischen Landtages.

## Leben und Beruf
Wolf Rüdiger Fehrs arbeitete in der Vergangenheit in leitender und geschäftsführender Position in verschiedenen kaufmännischen Bereichen. Er ist verheiratet und hat eine Tochter.

## Politik
Seit 2003 wirkte Fehrs als Ratsherr der Stadt Neumünster. Er gehörte seit 2005 den Aufsichtsräten der Stadtwerke Neumünster an und war von 2008 bis 2018 deren Vorsitzender. Fehrs fungierte bis 2012 zwei Jahre als Kreisvorsitzender der CDU Neumünster, von 2013 bis 2021 hatte er diese Funktion erneut inne. Bei der Kommunalwahl 2023 trat Fehrs nicht mehr an. Im Juli 2023 wurde sein Austritt aus der CDU öffentlich.

## Abgeordneter
Bei der Landtagswahl 2017 zog Wolf Rüdiger Fehrs mit 36,8 % Prozent der Erststimmen als direkt gewählter Abgeordneter des Wahlkreises Neumünster für die 19. Wahlperiode in den Landtag von Schleswig-Holstein ein. Er war Mitglied im Finanz-, im Europa- sowie im Ausschuss für die Zusammenarbeit der Länder Schleswig-Holstein und Hamburg. Als stellvertretendes Mitglied gehörte er dem Wirtschafts- sowie dem Petitionsausschuss an.
Bei der Landtagswahl 2022 trat er nicht erneut an.

## Ehrenamt
Fehrs geht ehrenamtlichen Tätigkeiten in verschiedenen Sportvereinen nach, war von 2003 bis 2023 Ratsherr der Stadt Neumünster und gehörte 2005 bis 2023 dem Aufsichtsrat der Stadtwerke Neumünster an, 2008 bis 2018 als dessen Vorsitzender.